# Helvibis infelix
Helvibis infelix är en spindelart som först beskrevs av O. Pickard-Cambridge 1880.  Helvibis infelix ingår i släktet Helvibis och familjen klotspindlar. Inga underarter finns listade i Catalogue of Life.